# Ford Laser
La Ford Laser è un'autovettura prodotta dalla Ford dal 1981 al 2003 in cinque serie. La versione berlina del modello è nota come Ford Meteor, che è stata commercializzata con questo nome in Australia dal 1981 al 1987 ed in Sudafrica fino al 1995.

## Il contesto
La Laser è stata una vettura compact venduta dalla Ford in Asia, Oceania, in alcune nazioni del Sud America e in Africa. Le versioni più comuni furono berlina e hatchback, sebbene furono disponibili su alcuni mercati anche vetture cabriolet, familiari e pick-up.
La Laser era in sostanza una versione ridisegnata della Mazda 323. La Ford infatti acquistò il 25% della Mazda nel 1979, ed il modello fu uno dei frutti della collaborazione tra le due case automobilistiche.
In Australia e Nuova Zelanda, dove la Ford aveva una forte presenza anche organizzativa, le vendite della Laser superarono quelle della quasi gemella giapponese, ma in nazioni asiatiche vicine, come Singapore, Malaysia, Giappone ed Hong Kong, era il contrario. Però, le sinergie con Mazda permisero alla Ford di mantenere una certa posizione commerciale anche in quelle zone. Ciò successe in Sud America, Africa e nei Caraibi, dove la Laser venne venduta e, in alcuni casi, anche prodotta.
La Laser venne assemblata, oltre che negli Stati Uniti, ad Oakville (Canada), a Taiwan, a Shah Alam e Selangor (Malaysia), a Hải Dương (Vietnam), a Rayong (Thailandia), a Sydney (Australia), in Giappone, in Nuova Zelanda, in Indonesia, in Messico ed a Valencia (Venezuela).
Le varie generazioni della Laser furono prodotte in “sottoserie”, che erano contraddistinte da una sigla; KA/KB per la prima generazione, KC/KE per la seconda, ecc..

## La prima serie - KA/KB (1981–1985)

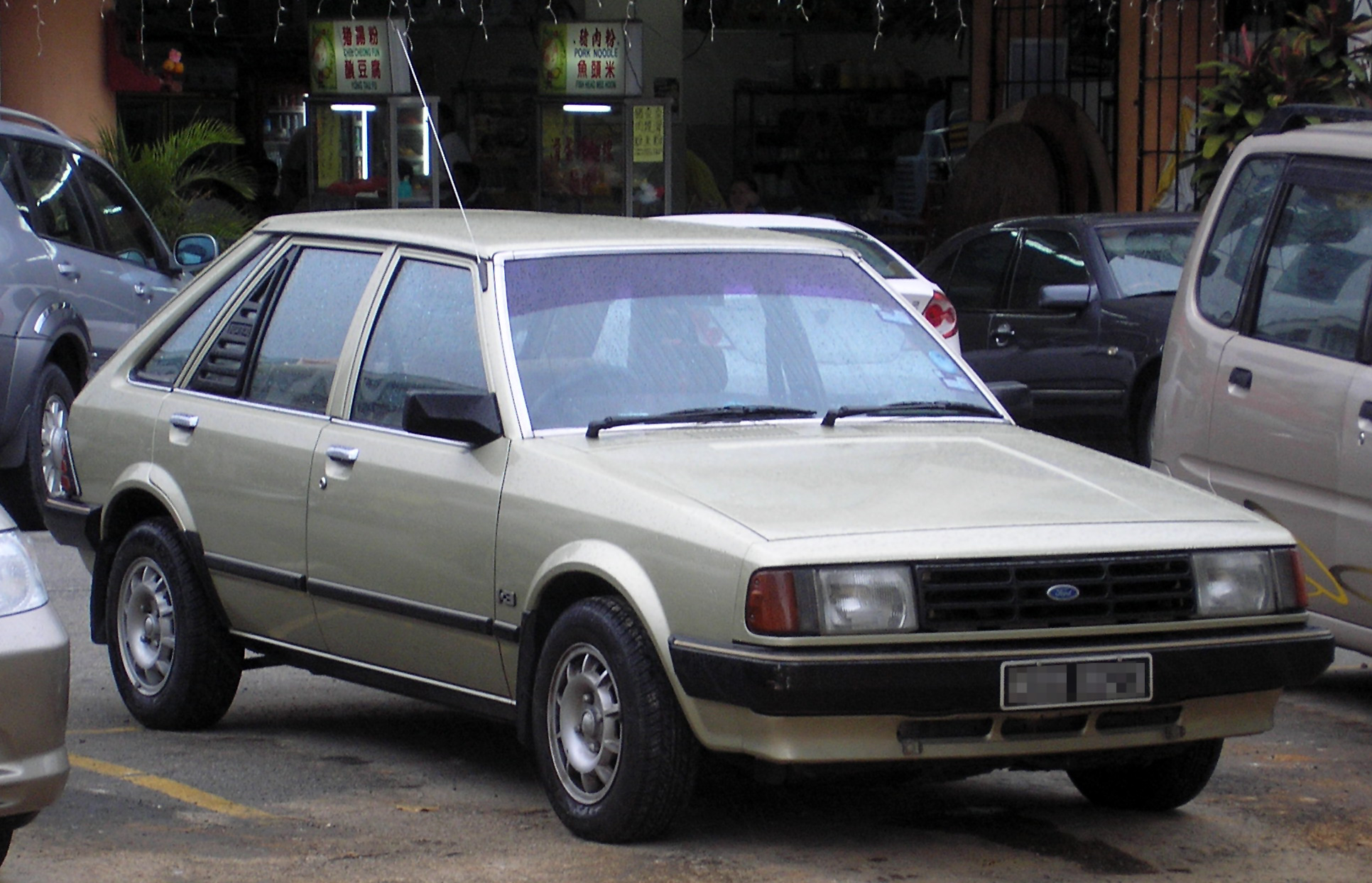
Una Ford KB Laser GL cinque porte hatchback prodotta dal 1983 al 1985

Questa generazione di Laser venne prodotta in due “sottoserie”, che erano contraddistinte con due sigle: KA, che venne prodotta dal 1981 al 1983, e KB, commercializzata dal 1983 al 1985.
I motori disponibili furono i seguenti:
- Mazda E1: 41 CV di potenza, 1,1 L di cilindrata, quattro cilindri in linea, 8 valvole, carburatore, monoalbero (disponibile sulle versioni L e GL in Nuova Zelanda)
- Mazda E3: 27 CV, 1,3 L, quattro cilindri in linea, 8 valvole, carburatore, monoalbero (disponibile sulle versioni L e GL)
- Mazda E5: 54 CV, 1,5 L, quattro cilindri in linea, 8 valvole, carburatore, monoalbero (disponibile sulle versioni L , GL e GHIA)
- Mazda E5: 59 CV, 1,5 L, quattro cilindri in linea, 8 valvole, carburatore, monoalbero (disponibile sulle versioni Sports)
- Mazda E5T: 78 CV, 1,5 L, quattro cilindri in linea, 8 valvole, carburatore, monoalbero, turbo (edizione limitata; disponibile sulle versioni Turbo)
- Mazda E5T, 85 CV, 1,5 L, quattro cilindri in linea, 8 valvole, iniezione, monoalbero, turbo (disponibile sulle versioni Turbo in Giappone)

## La seconda serie - KC/KE (1985–1990)
Anche questa generazione di Laser venne prodotta in due “sottoserie”, che erano contraddistinte con due sigle: KC, che venne prodotta dal 1985 al 1987, e KE, commercializzata dal 1987 al 1990.
Il primo importante aggiornamento Laser/Meteor fu nel 1985, con il lancio della sottoserie KC. Tutte le versioni di carrozzeria vennero confermate, con l'aggiunta della familiare nel 1986. Una nuova variante, la TX3 (omologa della Ford Escort XR3 venduta in Europa), fu aggiunta, andando a posizionarsi tra gli allestimenti GL e Ghia. Sostituì la variante Sport della serie precedente. A differenza della Sport, la TX3 era offerta solamente in versione tre porte. Le versioni L e GL non erano più disponibili con carrozzeria tre porte. Un cambiamento importante fu l'introduzione di motori che potevano funzionare con benzina senza piombo, che diventò obbligatoria in Australia nel 1986. Il motore da 1,5 L di cilindrata, che nella generazione KB era opzionale sulle GL ma di serie sulla Ghia, fu rimpiazzato da un nuovo propulsore da 1,6 L. Per la prima volta, l'iniezione elettronica era disponibile come optional sulle Ghia e sulle TX3. I clienti che ordinavano il cambio automatico con questo motore, ricevevano un cambio controllato elettronicamente a quattro velocità, che era relativamente avanzato per una vettura di piccole dimensioni del 1985. Il motore da 1,3 L era montato di serie sulla L (solo sulla hatchback, dato sulla familiare era installato il propulsore da 1,6 L). Il motore da 1,6 L era montato di serie sulla GL, sulla Ghia e sulla TX3. L'iniezione era un optional sulla Ghia (di serie sulla familiare) e sulla TX3.
La gamma offerta per la sottoserie KC fu:
- Laser L
- Laser GL
- Laser Ghia
- Laser TX3
- Meteor L (solo familiare)
- Meteor GL
- Meteor Ghia

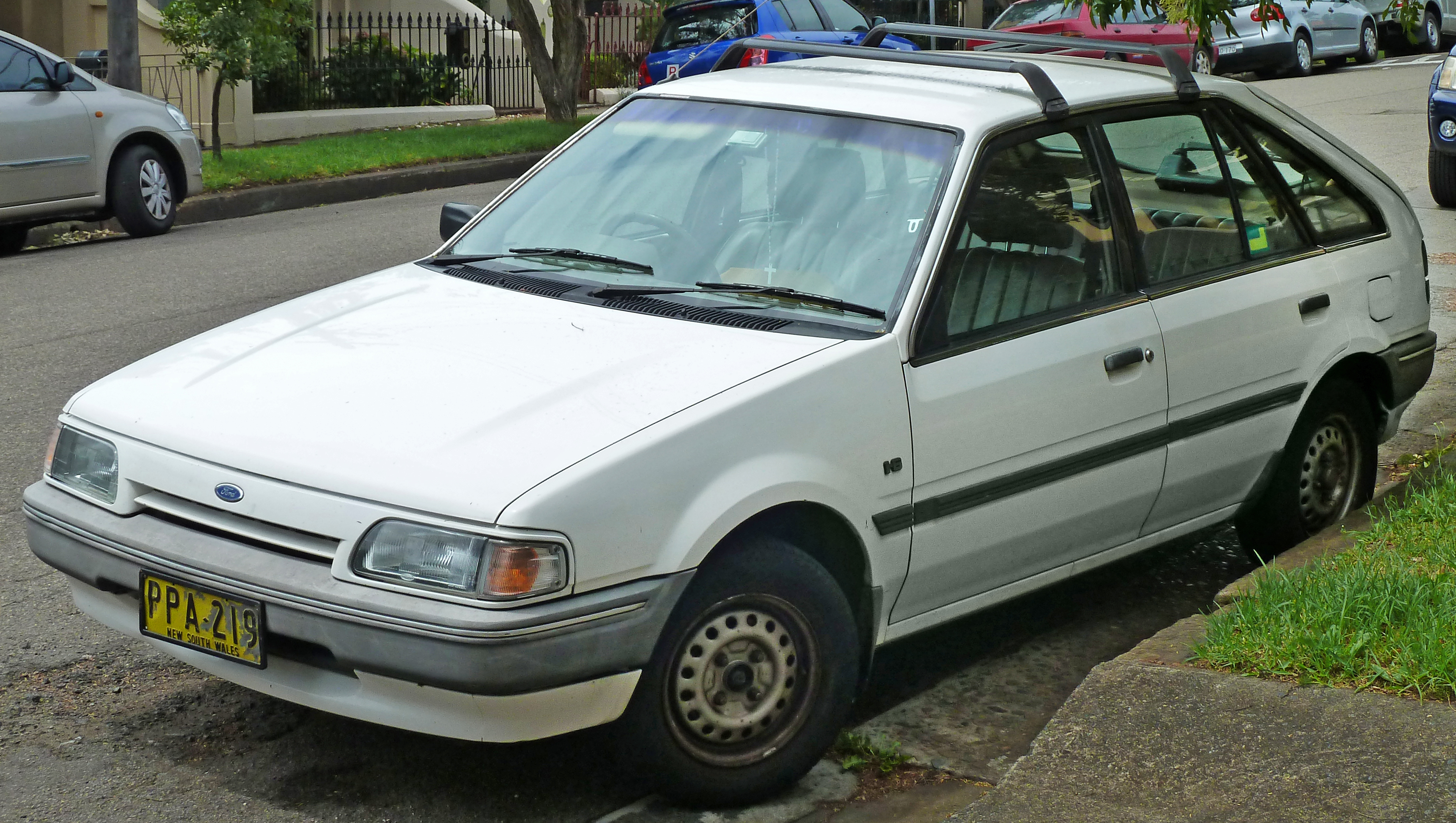
Ford Laser (KE) L cinque porte

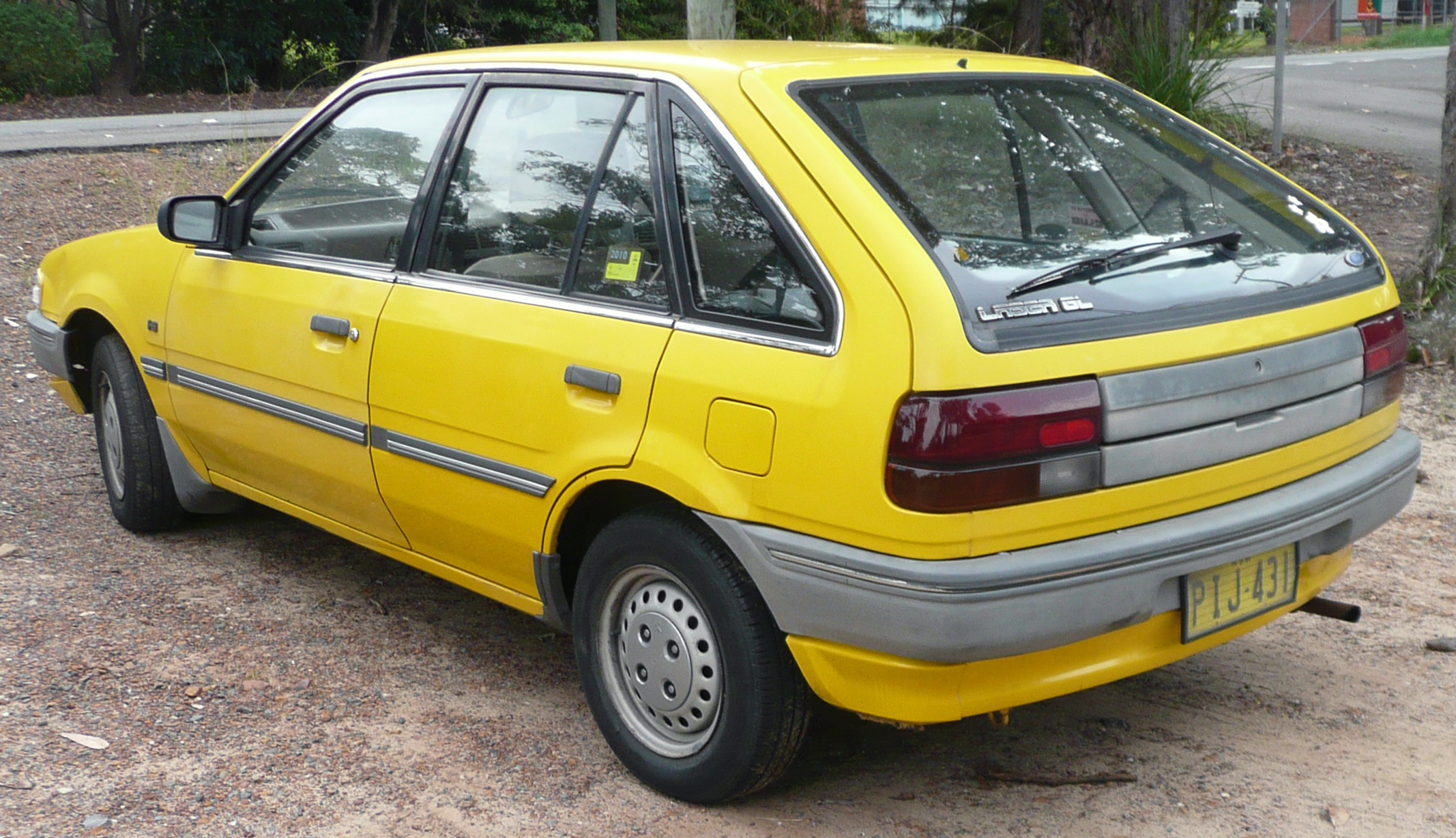
Ford Laser (KE) GL 5 porte

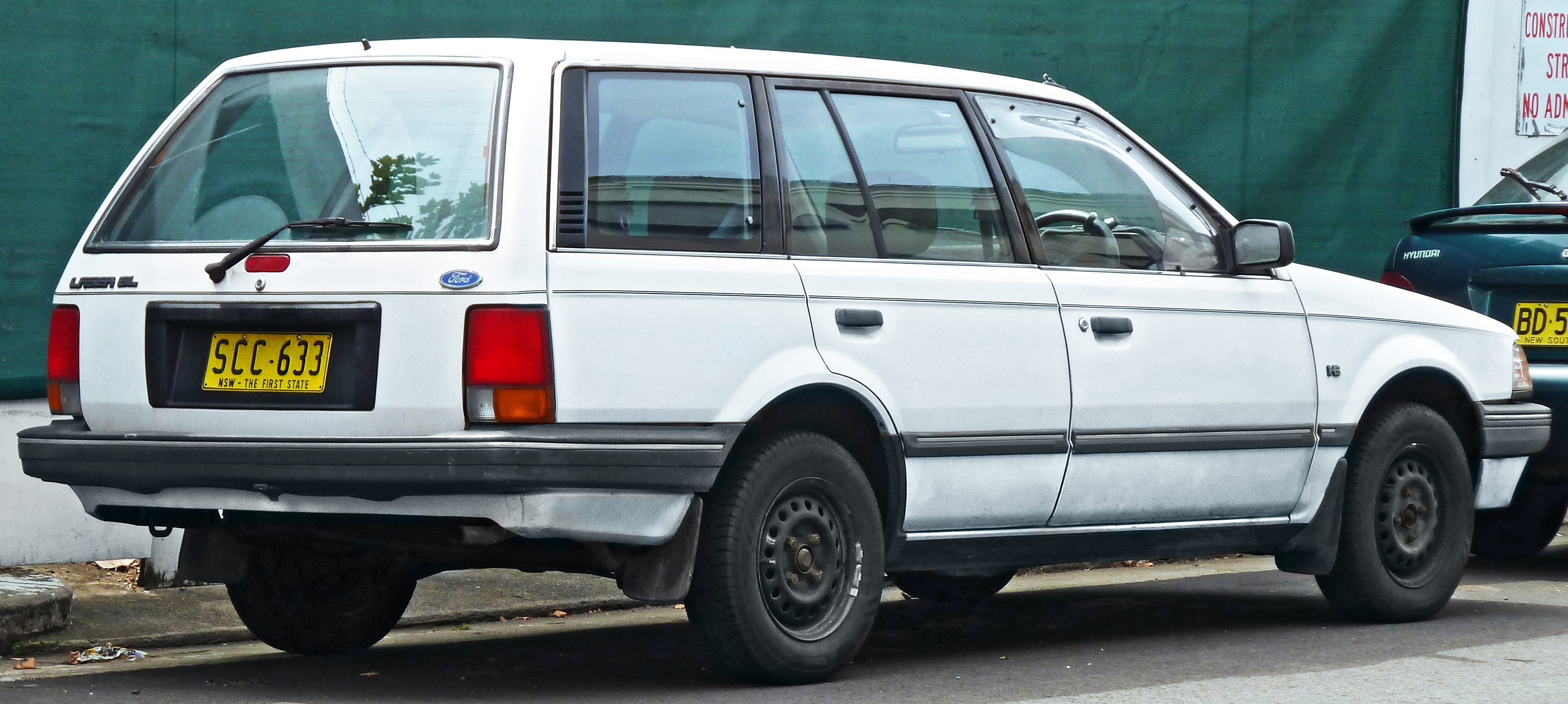
Ford Laser (KE) GL familiare

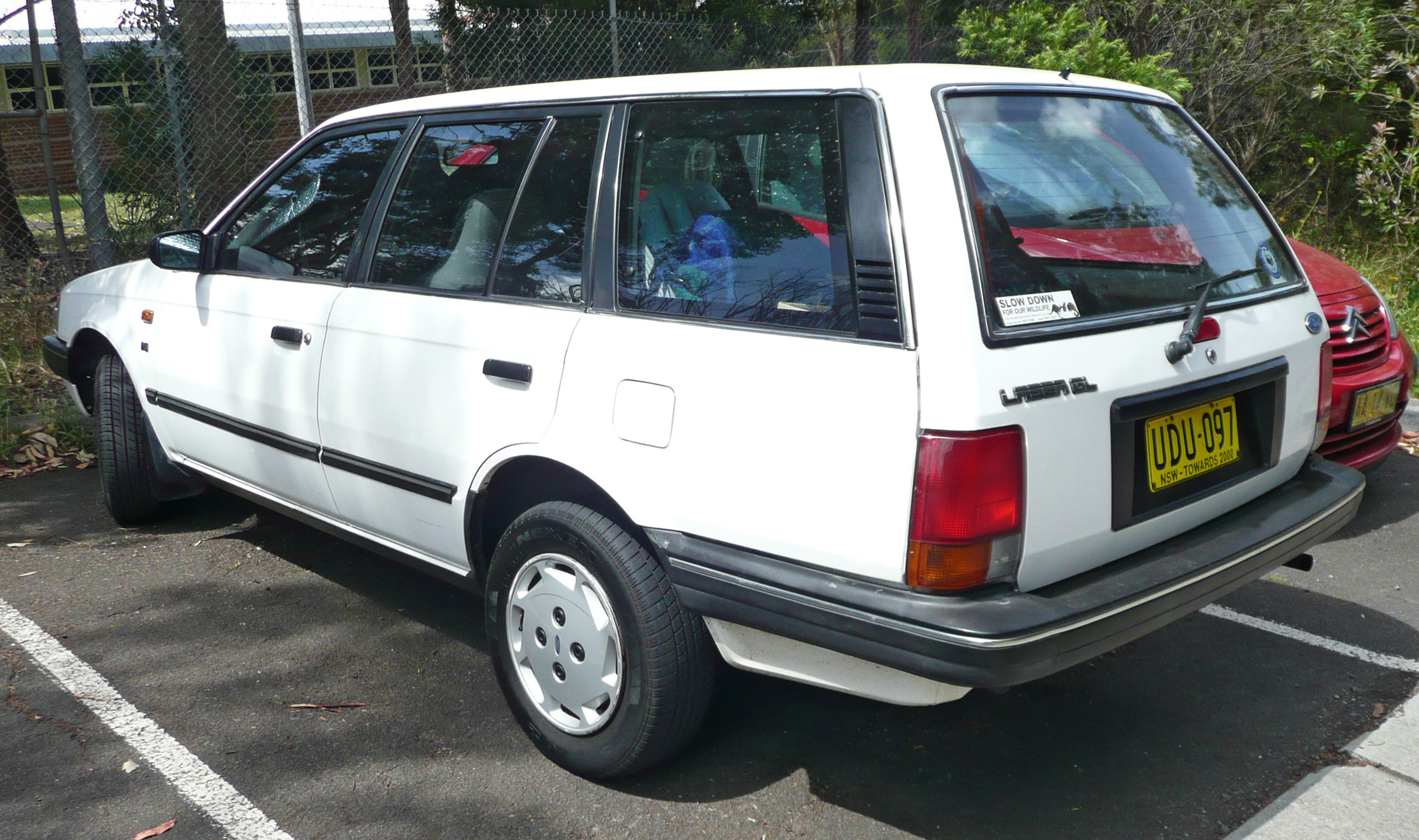
Ford Laser (KE) GL familiare

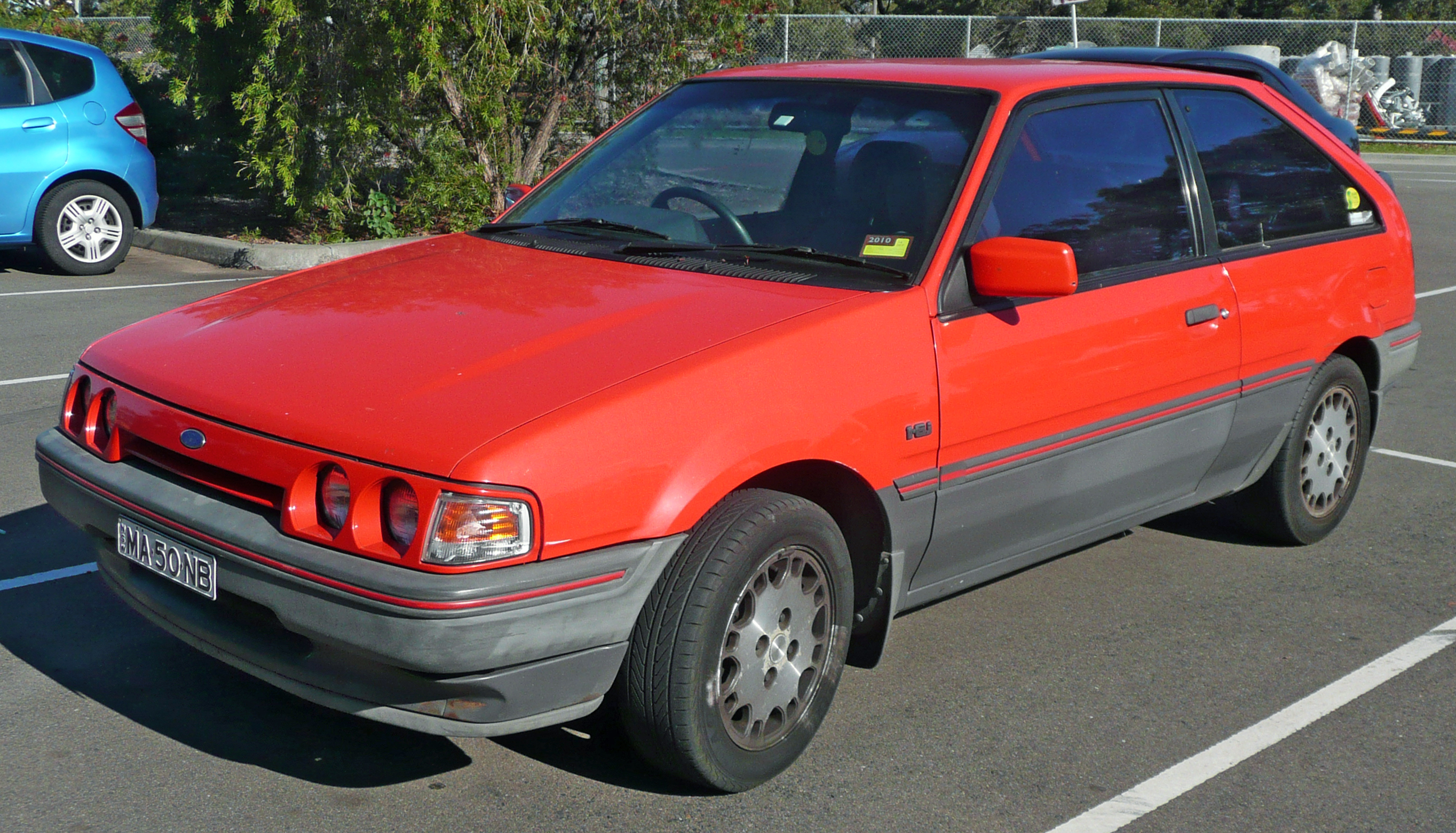
Ford Laser (KE) TX3 tre porte

Nell'ottobre del 1987, la Ford introdusse una rivisitazione della sottoserie KC, la KE. Nell'occasione, ci furono diverse novità. Il nome Metor venne eliminato dalle versioni berlina e familiare, e ciò significò che esse ora erano denominate “Laser” come le hatchback. La TX3 era ora anche disponibile con motore sovralimentato. Su tutte le versioni era offerta, come optional, la trazione integrale. La TX3 con trazione anteriore fu molto rara, ed in seguito è diventata molto ricercata dai collezionisti. Gli esemplari con trazione anteriore erano importate dal Giappone, mentre tutti gli altri modelli erano fabbricati in un sobborgo di Sydney, Homebush.
La sottoserie KE era facilmente distinguibile dalla precedente KC da alcune differenze riguardanti la calandra, i fanali anteriori e posteriori, le protezioni anteriori e, per alcuni modelli, le ruote. Il cruscotto ed il quadro strumenti furono ridisegnati, e gli interni furono disponibili in colori differenti. A metà 1989, in preparazione alle nuove norme australiane per la progettazione delle autovetture che erano previste per il 1990, tutti i modelli ebbero in dotazione di serie la terza luce di “stop”. Quando la nuova generazione KF debuttò nel marzo del 1990, la familiare continuò ad essere offerta solo in versione GL fino al 1994, quando in Australia cessò la produzione della Laser.
La versione L è abbastanza rara, dato che era principalmente rivolta alle flotte aziendali. Essa aveva delle ruote in acciaio color argento di 13 pollici di diametro senza coprimozzo, un orologio analogico nel pannello strumenti, gli interni in vinile, ed era senza specchio retrovisore lato passeggero, protezioni posteriori, tergicristallo del lunotto ed infine lo schienale abbattibile dei sedili posteriori era ad un pezzo unico. La radio era solamente AM, e non c'era il riproduttore di cassette. L'aria condizionata non era disponibile. L'unico motore offerto era quello da 1,3 L di cilindrata, che era accoppiato ad un cambio manuale a quattro rapporti (non era disponibile il cambio automatico). La versione L familiare aveva lo stesso livello di allestimento, ma un motore diverso, da 1,6 L, anche se il cambio era il medesimo.
La versione GL fu la più popolare. Essa montava le stesse ruote della L, ma con coprimozzi con cromatura satinata a metà larghezza (che coprivano solo il centro della ruota), un orologio digitale, gli interni in tessuto, delle protezioni laterali, il tergicristallo posteriore, i pannelli rivestiti di castoro ed il divanetto posteriore frazionabile. L'autoradio era in grado di trasmettere le frequenze AM/FM ed aveva il riproduttore di musicassette. L'aria condizionata era offerta come optional. Il motore installato di serie era quello di 1,6 L di cilindrata, che era accoppiato con una cambio manuale a quattro velocità (il cambio manuale a cinque rapporti e la trasmissione automatica a tre velocità erano offerte come optional). Le berline e le familiari avevano di serie il cambio a cinque rapporti.
L'allestimento Ghia era al top dell'offerta. Erano in dotazione delle ruote nere da 14 pollici con copriruota di plastica che rivestiva l'intera ruota, il servosterzo, i paraurti e gli specchietti in tinta, gli interni in velluto, il contagiri, una console centrale con emblema della Ghia, un alloggiamento porta-guanti, il sedile del guidatore con sagomatura a supporto della regione lombare regolabile in altezza, un cassetto sotto il sedile anteriore del passeggero, gli interni particolarmente ricercati, lo specchietto sul parasole lato passeggero, il portabiglietti nel parasole lato guidatore, i poggiatesta posteriori, delle spie aggiuntive nel quadro strumenti, chiusura centralizzata con blocchetto illuminato lato conducente, specchietti esterni regolabili dall'interno, tasche posizionate sulle portiere anteriori e sui sedili, inserti cromati sulle modanature e sui paraurti. L'aria condizionata ed i vetri elettrici erano offerti come optional. La radio era digitale e poteva ricevere sia frequenze AM che FM, ed era completata da un riproduttore di cassette e da un sistema audio Dolby. Era installato di serie un motore da 1,6 L di cilindrata con l'iniezione come optional (era però di serie sulla familiare) ed un cambio manuale a cinque rapporti o automatico a tre velocità. In caso di motore ad iniezione, il cambio automatico era a quattro rapporti.
La TX3 era la via di mezzo tra la GL e la Ghia. Era equipaggiata da ruote di 14 pollici in lega di cromo satinato, interni sportivi in tessuto, inserti rossi sulle modanature laterali e sui paraurti, portellone del bagagliaio nero e pannelli delle portiere in castoro. L'iniezione era di serie, ed il cambio automatico non era disponibile. La TX3  possedeva anche una calandra integrale con fari sdoppiati e frecce incorporate nelle plastiche degli indicatori di direzione (le L/GL/Ghia avevano infatti le frecce inglobate nei fari anteriori) e la verniciatura a due colori.

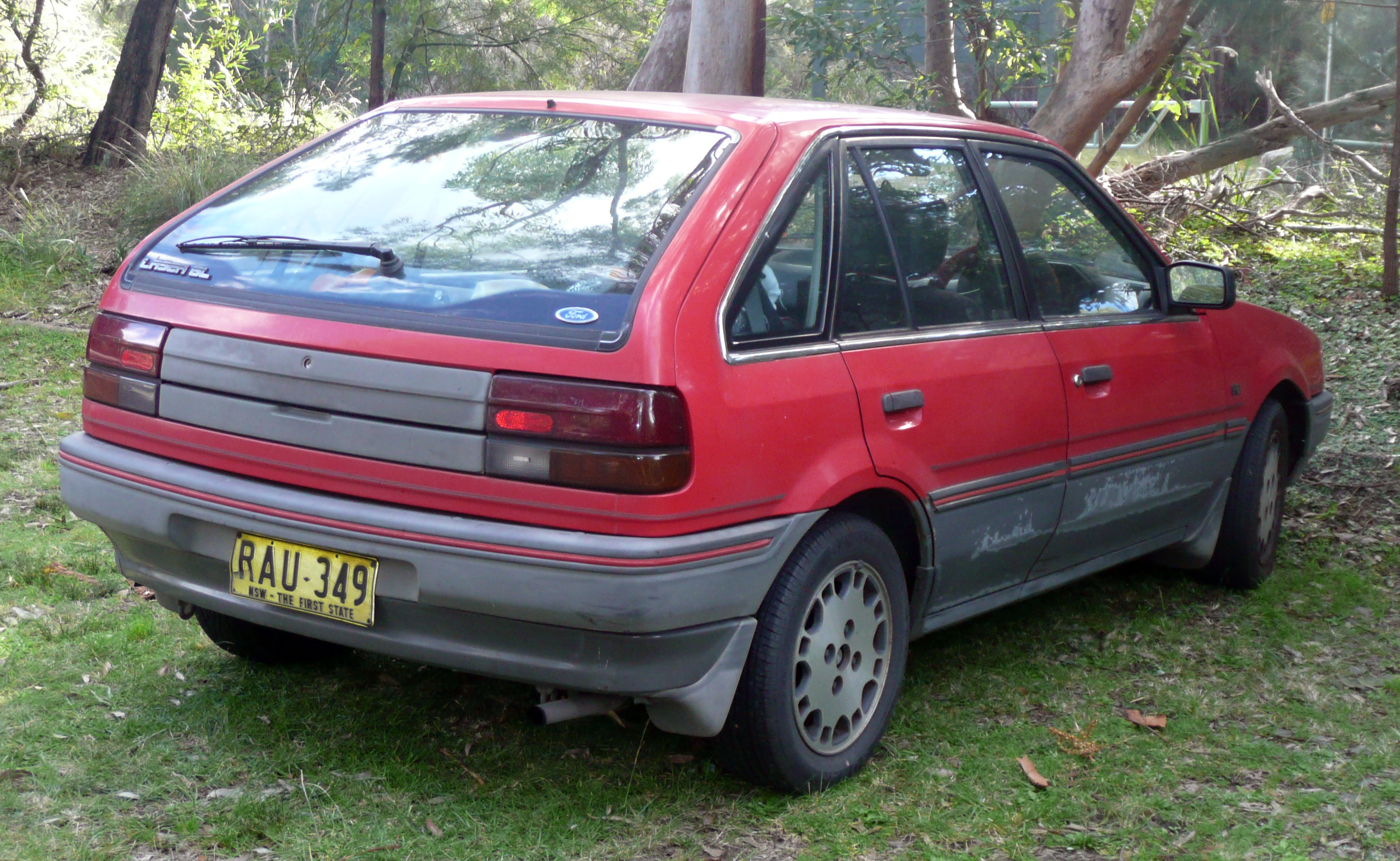
Una Ford Laser (KE) GL Redline cinque porte hatchback

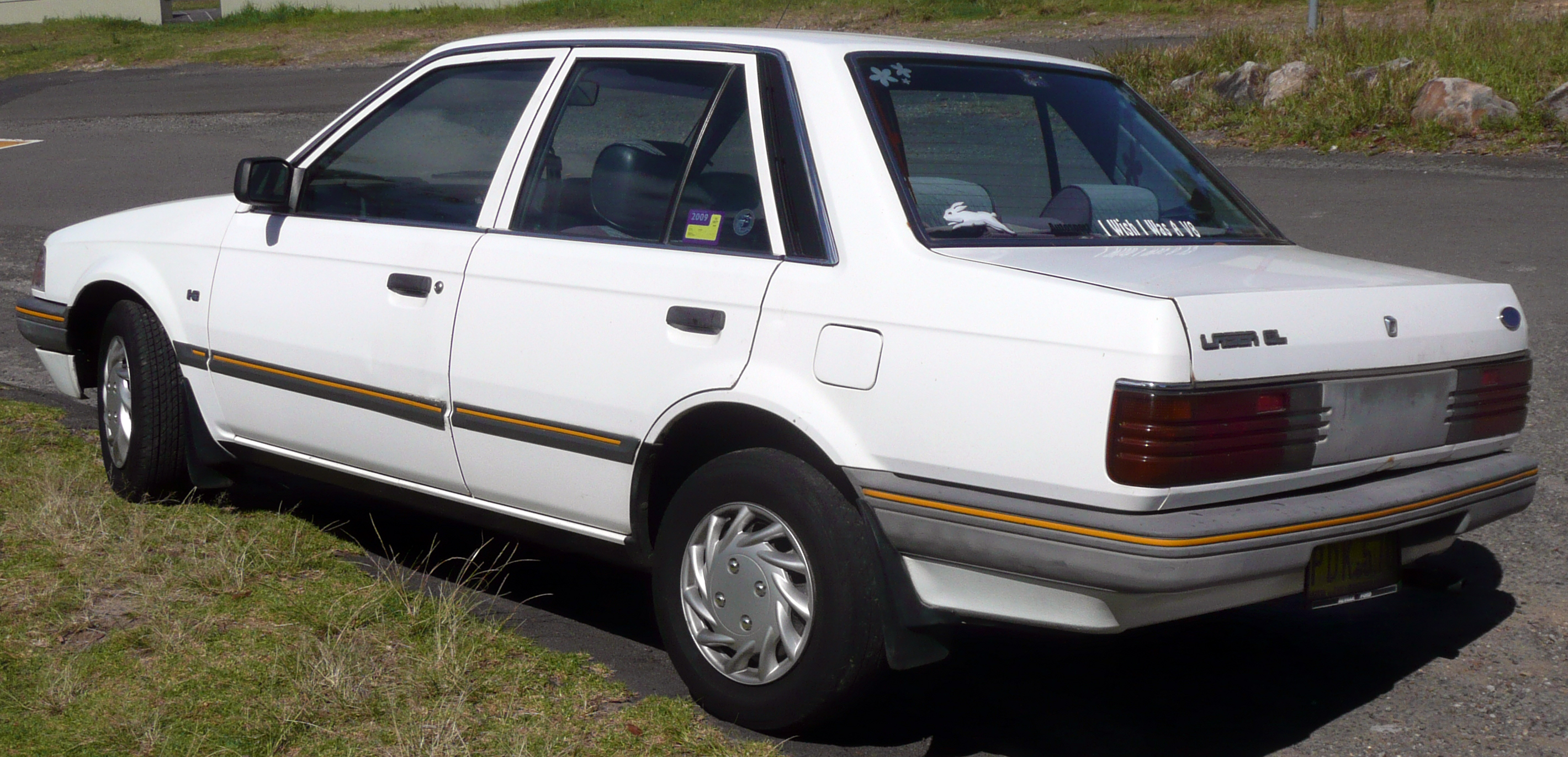
Ford Laser (KE) GL Livewire berlina

A metà della gamma KE, la Ford introdusse due versioni speciali a numero di esemplari limitato, la "Redline" e la "Livewire". La Redline era basata sulla GL hatchback, mentre la Livewire era impostata sulle GL berlina e hatchback. La Redline possedeva le ruote in lega della TX3, una verniciatura a due colori e degli inserti rossi sulle modanature laterali e sui paraurti, l'aria condizionata ed il contagiri. La Livewire aveva invece gli inserti appena citati di colore giallo. Entrambe le versioni avevano un cambio manuale a cinque velocità, che si contrapponeva a quello a quattro rapporti offerto come standard sulle Laser ordinarie, ed un cambio automatico a tre velocità.
La KE era offerta nelle seguenti versioni:
- Laser L - hatchback o familiare
- Laser GL - hatchback, berlina o familiare
- Laser Ghia - hatchback, berlina o familiare
- Laser TX3
- Laser TX3 Turbo
- Laser TX3 Turbo trazione anteriore

La hatchback e la berlina vennero prodotte dal 1985 al 1990, mentre la familiare dal 1986 al 1994.
I motori offerti furono:
- Mazda E3, 49 CV di potenza, 1,3 L di cilindrata, quattro cilindri in linea, 8 valvole, carburatore, monoalbero, (disponibile sulle versioni L e GL)
- Mazda E5T, 85 CV, 1,5 L, quattro cilindri in linea, iniezione, 8 valvole SOHC Turbo (disponibile sulle cabriolet in Giappone)
- Mazda B6, 53 CV, 1,6 L, quattro cilindri in linea, carburatore, 8 valvole, monoalbero (disponibile sulle versioni GL e  GHIA)
- Mazda B6, 62 CV, 1,6 L, quattro cilindri in linea, iniezione, 8 valvole, monoalbero (optional sulle GHIA e di serie sulle TX3)
- Mazda B6T, 100 CV, 1,6 L, quattro cilindri in linea, iniezione, 16 valvole, doppio albero a camme in testa, Turbo (disponibile sulle TX3 Turbo e sulle Turbo 4WD)

## La terza serie - KF/KH (1989–1995)

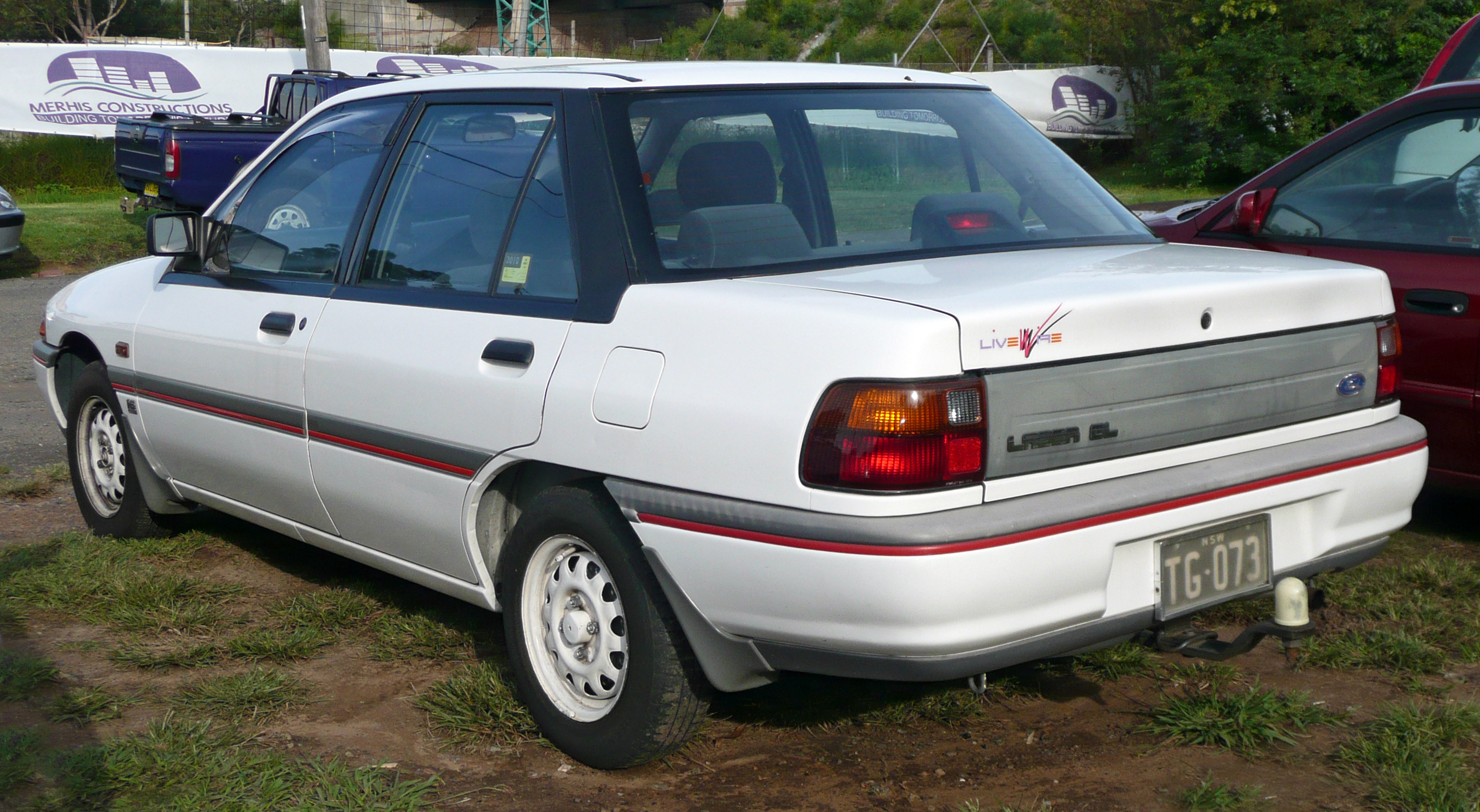
Una Ford KF Laser GL Livewire berlina per il mercato australiano del 1991

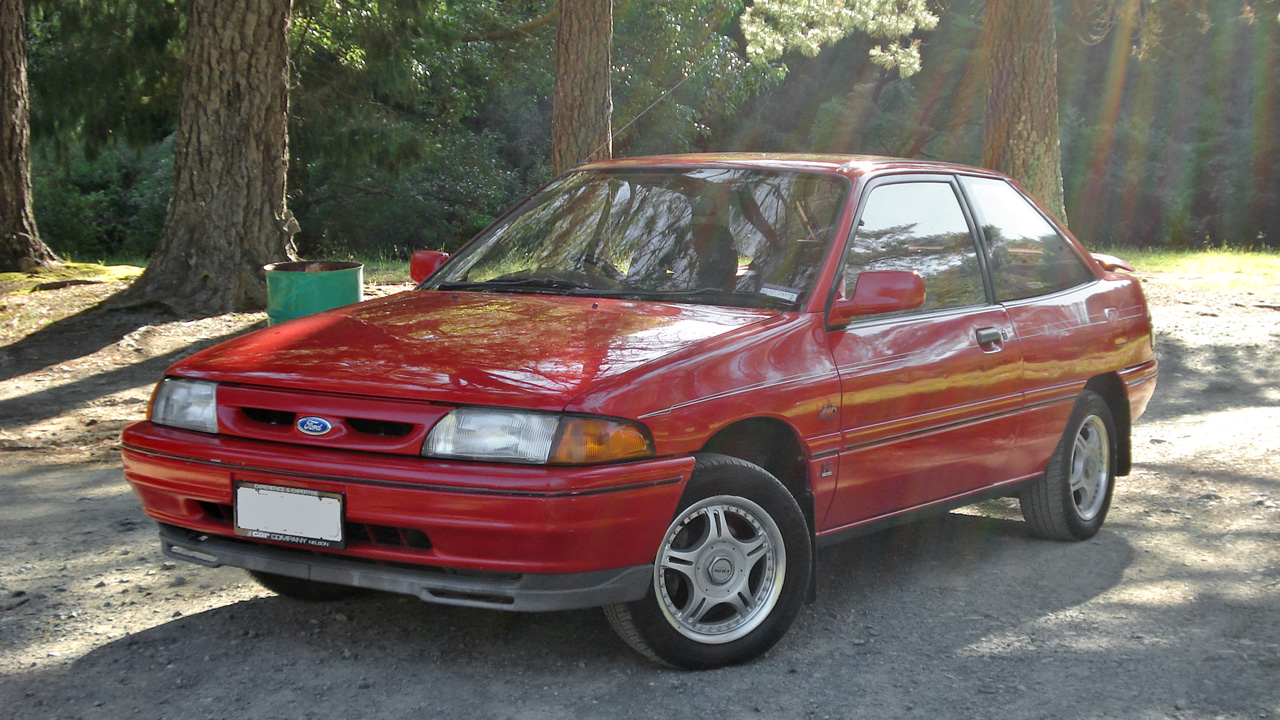
Una Ford KH Laser S tre porte hatchback del 1993

I motori offerti per questa serie furono:
- Mazda B3, 47 CV di potenza, 1,3 L di cilindrata, 16 valvole, carburatore, monoalbero, (disponibile sulla versione XL)
- Mazda B6-2E, 64 CV, 1,6 L, 16 valvole, carburatore, monoalbero, (disponibile sulle versioni L, XL, GL, Horizon, Livewire e Indy)
- Mazda BP SOHC (o B8), 76 CV, 1,8 L, 16 valvole, iniezione, monoalbero, (disponibile sulle versioni Ghia, S e GLi)
- Mazda BP DOHC, 92 CV, 1,8 L, 16 valvole, iniezione, doppio albero a camme in testa, (disponibile sulla versione TX3 non sovralimentata)
- Mazda BPT, 117 CV, 1,8 L, 16 valvole, iniezione, doppio albero a camme in testa, sovralimentato, (disponibile sulla versione Turbo 4WD)

## La quarta serie - KJ/KL (1994–1998)
La nuova sottoserie della Laser, la KJ, era completamente diversa dalla precedente KH. Fabbricata in Giappone, la KJ Laser fu introdotta nel 1994 con una nuova linea ed un rinnovato gruppo motopropulsore. La KJ fu la prima Laser fabbricata interamente nel Paese asiatico, dato che la Ford decise di chiudere gli impianti di Homebush. La KJ non vendette molto per presenza della più piccola Festiva, ed a causa di altri economici modelli coreani, a cui molti clienti dai gusti tradizionali si orientavano.
I motori offerti per questa serie furono:
- Mazda B6, 80 kW di potenza, 1,6 L di cilindrata, 16 valvole, doppio albero a camme in testa, (disponibile sulla versione LXi)
- Mazda BP, 92 CV, 1,8 L, 16 valvole, doppio albero a camme in testa, (disponibile sulle versioni GLXi e LXi)

## La quinta serie - KN/KQ (1999–2003)

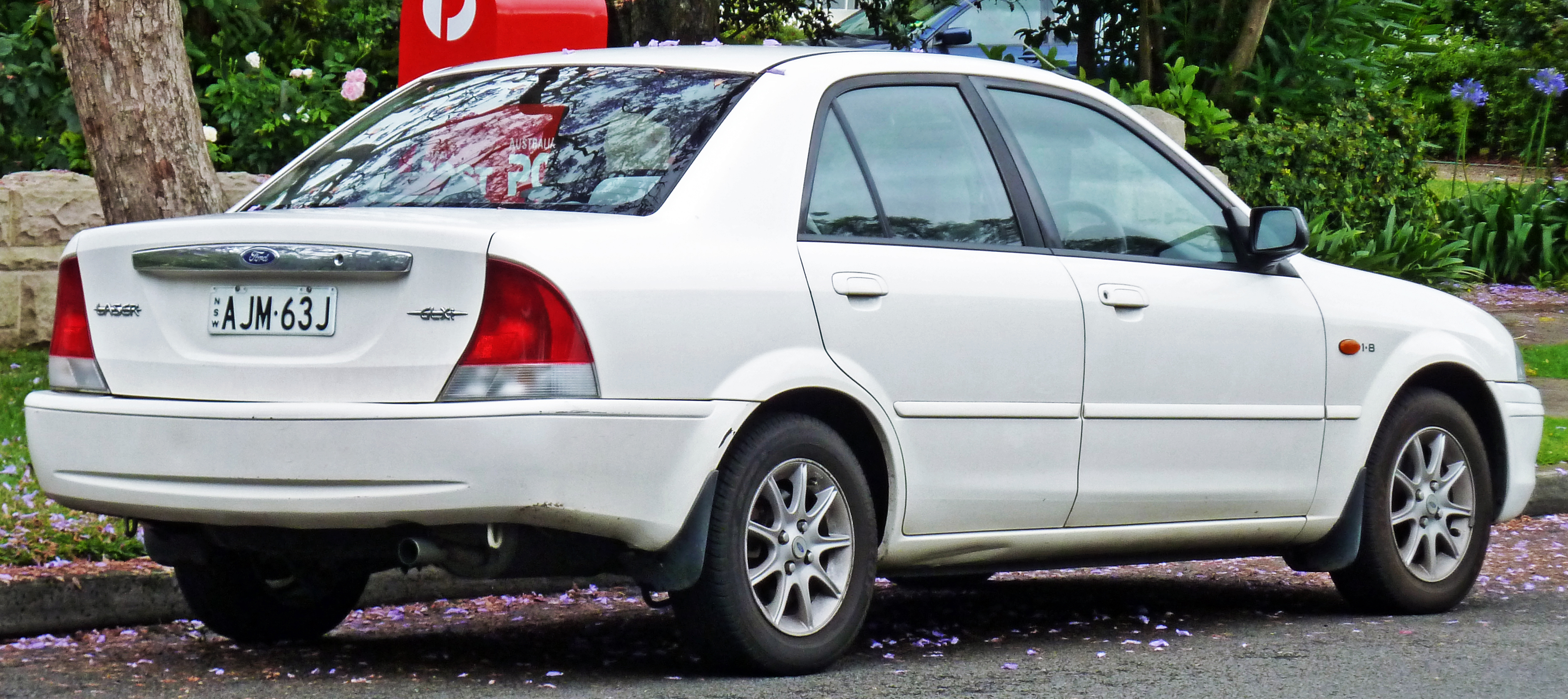
Una Ford KN Laser GLXi berlina venduta in Australia dal 1999 al 2001

La KN/KQ Laser è stata l'ultima generazione di questo modello di autovettura. Lanciata in Australia nel maggio del 1999, era pressoché identica alla KJ/KL. Con la KN, la Laser divenne quasi completamente identica alla Mazda 323, su cui era basata, e ciò era la prima volta che capitava dall'epoca della KE Laser. Nel febbraio 2001 la KN fu rivista, ed il risultato fu una nuova sottoserie che fu denominata KQ. La novità più importante fu la commercializzazione di un nuovo motore a quattro cilindri in linea da 2 L di cilindrata per una nuova versione di Laser, che fu chiamata "SR2". Essa rappresentò la prima variante sportiva dal 1996, anno in cui terminò la produzione dell'impopolare Laser Lynx. Appena sotto a questo nuovo allestimento, venne nel contempo introdotta la versione "SR". La KQ poteva essere riconosciuta dalla precedente KN per la nuova calandra con modanature cromate, i nuovi fanali anteriori e posteriori, i differenti colori esterni ed altre modifiche agli interni. Nel marzo 2002, a causa del forte calo delle vendite, la Ford fece un tentativo di riportare il livello di popolarità della Laser al tenore di un tempo, e annunciò aggiornamenti per l'allestimento "SR2", che consistevano, tra l'altro, in tre nuovi colori esterni. Tre motori erano disponibili: quello da 1,6 L di cilindrata che era installato sulla "LXi", quello da 1,8 L che era disponibile sulla "GLXi" e sulla "SR", e quello da 2 L che era montato sull'esclusiva versione "SR2". Nonostante la Laser avesse una buona reputazione tra il pubblico e malgrado gli sforzi della Ford di far rinascere l'interesse di un tempo nel modello, le vendite non migliorarono sufficientemente. Nel settembre 2002, la Ford decise di terminare la produzione della Laser, sostituendola con la Focus.
I modelli commercializzati furono:
- Laser LXi (berlina o hatchback)
- Laser GLXi (berlina o hatchback)
- Laser SR (solo hatchback)
- Laser SR2 (solo hatchback)

Invece i motori disponibili furono:
- Mazda 1,8 L di cilindrata (disponibile sulle versioni Ghia, S e GLi)
- Mazda 2,0 L, 130 CV di potenza e 183 N•m di coppia
- 1,6 L, 97 CV e 145 N•m

## I mercati di vendita

### Giappone

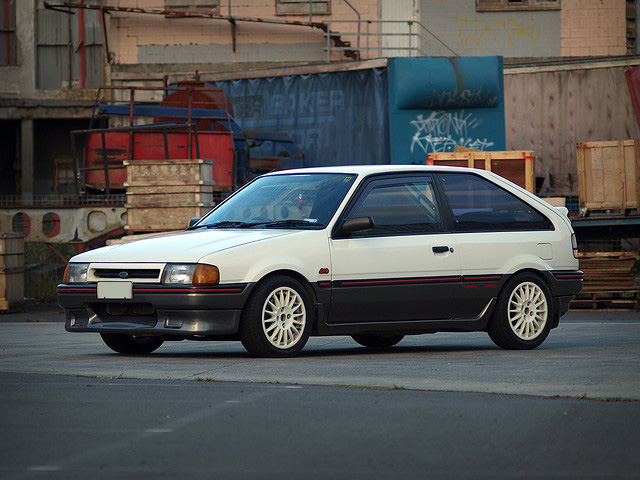
Una Ford Laser TX3 del 1985 venduta sul mercato giapponese

Il pianale e la linea di assemblaggio erano condivisi dalla Mazda Familia, che era localmente prodotta, e ciò permise alla Laser di essere offerta con una vasta gamma di motori, di colori della carrozzeria e di allestimenti che non erano disponibili per nessuna altra Laser commercializzata in altri mercati. Questo fu particolarmente evidente negli anni ottanta, quando vennero offerte versioni sovralimentate, cabriolet, e a trazione integrale che erano disponibili in Giappone prima che in altri mercati.
Insieme alle Ford Telstar e Ford Festiva, che erano prodotte in Giappone, la Laser venne venduta attraverso ad una speciale rete di vendita, chiamata Autorama.
Le prime Laser entrarono in produzione nella seconda parte del 1982 come sottoserie BE, che era identica alla KB Laser australiana. Nel luglio 1983 vennero aggiunti all'offerta l'iniezione e la sovralimentazione. Queste varianti non vennero mai offerte fuori dal Giappone.
Nel gennaio 1985 fu lanciata la BF (KC/KE in altri mercati). Per la prima volta venne offerta una versione Diesel, oltre che una due porte cabriolet, una versione sportiva con motore a 16 valvole e doppio albero a camme in testa, ed un potente modello con propulsore sovralimentato a trazione integrale (identico, quest'ultimo, alla contemporanea Mazda Familia BFMR). Questo portò ad una gamma estremamente variegata e per certi tratti contorta, che venne snellita nel 1987 con un restyling. In questa occasione vennero cambiati i motori e furono eliminati gli allestimenti e le versioni che vendevano poco. Oltre a questo, furono operati cambiamenti minori.
La serie BG (KF/KH in altre versioni), che venne prodotta dal 1989 al 1994, fu la generazione della Laser più popolare e venduta in Giappone. Questa serie annoverava anche la versione coupé, che fu un successo immediato. La variante particolarmente potente ed a trazione integrale sopraccitata venne nuovamente offerta, questa volta insieme ad un'altra versione con motore da 1,8 L e 178 CV.
Tutti i modelli sportivi furono ritirati dal mercato quando la nuova generazione BHA (KJ/KL in altri mercati) venne messa sul mercato nel 1995 sulla scia delle scarse vendite e dei ritorni finanziari, poiché la Mazda ridimensionò i suoi programmi e cercò di reinquadrare gli obiettivi del mercato. Come risultato, la Laser fu rinominata “Laser Lidea”. Le vendite però continuarono a calare, nonostante il lancio della nuova serie BJ (KN/KQ in altri mercati), che fu in produzione fino al 2002. La Laser quindi sostituita dalla Focus, che era in produzione dal 2000.

### Australia
In Australia la Laser sostituì la Escort nel 1981. Le versioni più popolari furono la hatchback tre e cinque porte, oltre alla berlina, che era conosciuta come Ford Meteor. La Ford Australia la commercializzò come un modello separato per essere in competizione con la Toyota Corolla. Il nome Meteor fu soppresso in Australia quando fu lanciata la KE Laser nel 1987, ma sopravvisse in Sudafrica fino al 1995.
La produzione della Laser in Australia cessò nel 1994, quando la Ford chiuse il sito produttivo di Homebush, sobborgo di Sydney, ed iniziò l'importazione della vettura dal Giappone. La Laser venne sostituita dalla Focus nel 2002.

### Nuova Zelanda
In Nuova Zelanda, la Laser venne venduta sia in versione hatchback e berlina, e fu più tardi assemblata insieme alla Mazda 323 a Wiri, sobborgo di Manukau grazie ad una joint venture tra la Ford neozelandese e la Mazda. Anche la versione familiare della KC/KE Laser fu prodotta localmente, insieme alla Mazda 323, fino al 1996. Quando il sito produttivo chiuse nel 1997, la Ford tolse dal mercato neozelandese la Laser ed introdusse la Escort hatchback e berlina, dato che la familiare era già in vendita. Nel 1999 venne reintrodotta la Laser, che venne sostituita dalla Focus nel 2003.

### Sud Africa
La Laser fu introdotta in Sudafrica nel 1986 in versione hatchback. La berlina venne commercializzata con il nome Meteor. Sostituì la Escort e venne prodotta insieme alla Mazda 323 dalla Samcor. La Laser era già venduta in Zimbabwe, dove la serie precedente venne introdotta nel 1981. La KC/KE Laser e la Meteor rimasero in produzione in Sud Africa fino al 1995, quando la Escort venne reintrodotta. Comunque, la Ford lancio un modello di bassa gamma, la Tonic, che era una versione rimarchiata della sesta generazione della Mazda 323 a due volumi, che fu venduta fino al 2003.

### Nord America

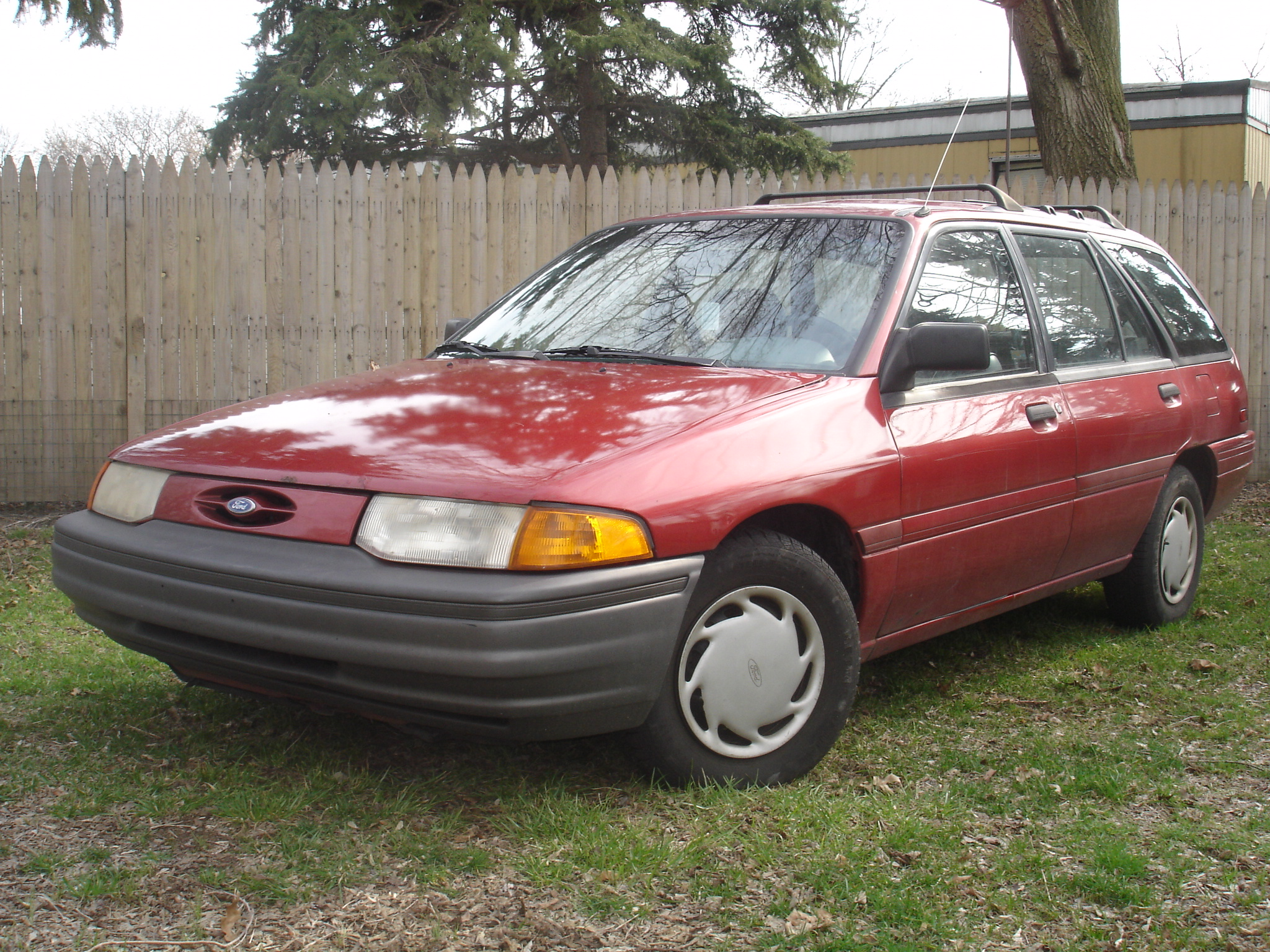
La seconda generazione della Ford Escort in Nord America era in sostanza una Laser leggermente modificata

Nel 1987, una versione della Laser costruita in Messico fu esportata negli Stati Uniti d'America, dove fu commercializzata come Mercury Tracer. In Canada, la Ford optò di importare la Mercury Tracer da Taiwan. La Laser fu la base per la Escort venduta in Nord America, che venne prodotta in seguito e non va confusa con l'omonimo modello commercializzato in Europa, costui in produzione dal 1968. Nel 1991 la Escort statunitense fu sostituita, in sostanza, da una Laser/323, sebbene il modello continuò a chiamarsi Escort.

### America latina e Caraibi
La Ford Laser fu anche assemblata e venduta in alcuni Paesi del Sud America, come ad esempio la Colombia ed il Venezuela, e fu commercializzata con guida a destra nei Caraibi, in Giamaica e a Trinidad e Tobago.

### Asia
Oltre ad essere prodotta in Giappone, la Laser venne anche assemblata in Malaysia ed in Indonesia (con guida a destra). È stata fabbricata con guida a sinistra per i mercati di Taiwan e Filippine. A Taiwan, dove era anche prodotta, la Laser berlina fu sostituita dalla “Tierra”. Una versione aggiornata di quest'ultima fu anche venduta in Thailandia come “Laser Tierra”, mentre in Malesia venne denominata “Lynx”. In Indonesia fu utilizzata dalle compagnie locali di taxi prima di essere sostituita dalla Toyota Soluna e dalla Toyota Vios.

### Europa
Nel 1981 la Laser fu anche venduta a Cipro. La vettura venduta in questo Paese era simile al modello commercializzato in Australia.

## Le eredi

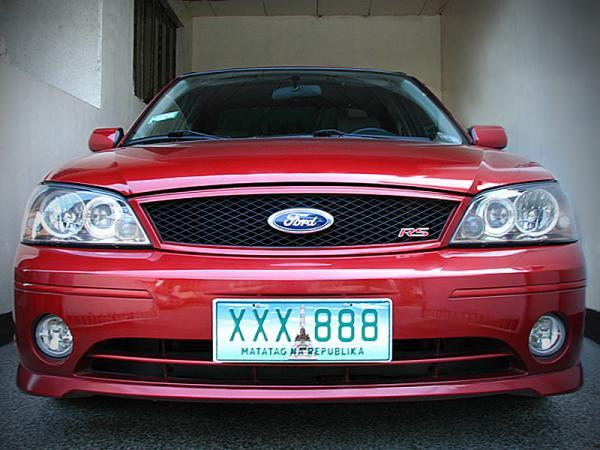
Ford Laser Lynx RS del 2005

La Laser è stata rimpiazzata in molti mercati dalla Ford Focus. La sostituta della Mazda 323, la Mazda 3, era anch'essa basata sulla stessa piattaforma della nuova Focus.
Della Laser vennero anche prodotte delle versioni aggiornate, come la Laser, la Laser Tierra, la Laser Lance, la Laser Lynx RS, la Laser RS e la Tierra, che vennero vendute in Vietnam, in Thailandia, nelle Filippine, in Malaysia, in Indonesia, a Singapore ed a Taiwan, e furono sostituite dalla Ford Focus.